# Colobothea discicollis
Colobothea discicollis är en skalbaggsart som beskrevs av Charles Joseph Gahan 1889. Colobothea discicollis ingår i släktet Colobothea och familjen långhorningar. Inga underarter finns listade i Catalogue of Life.